# Dimitrie Mangeron

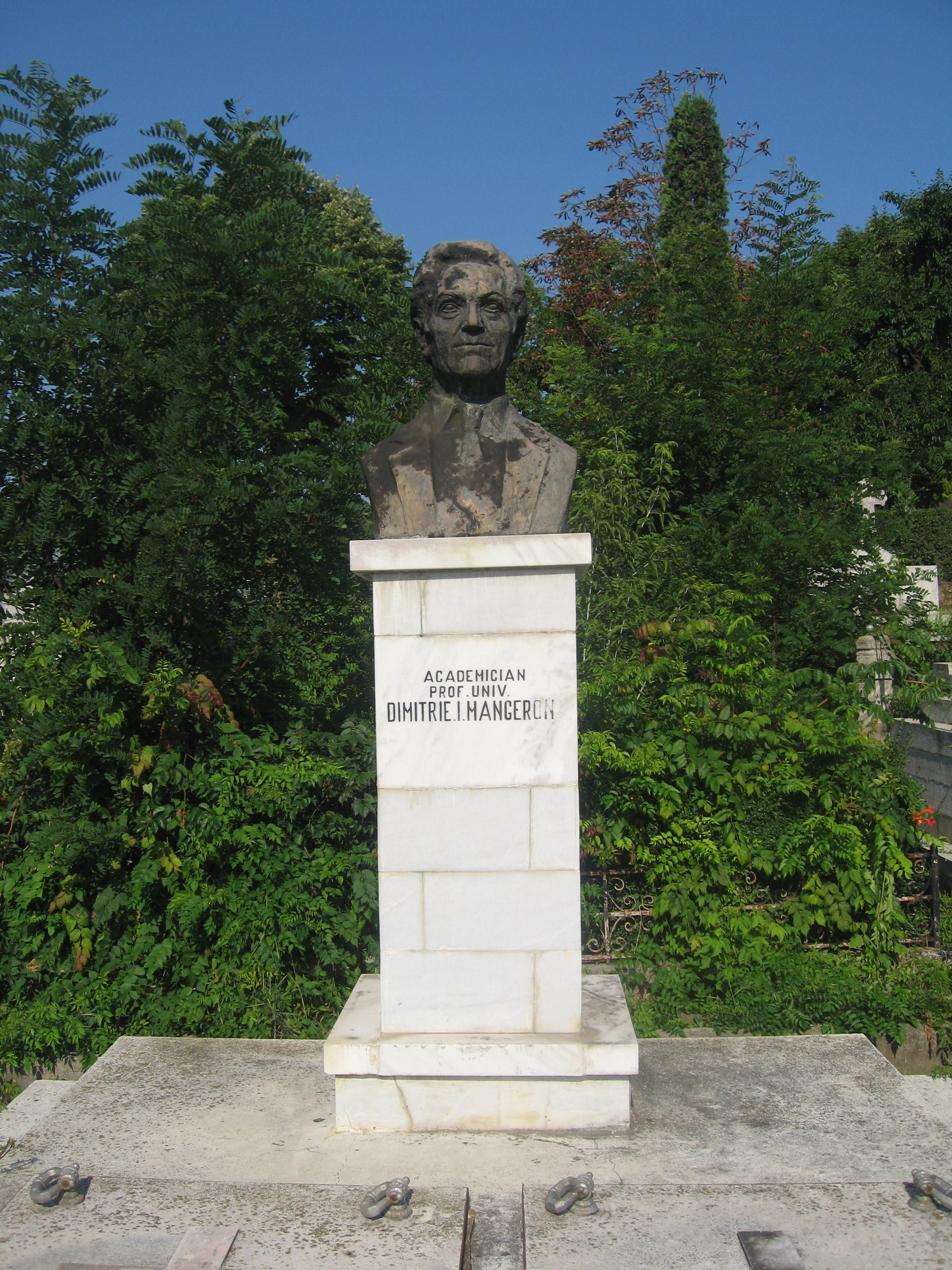
Bustul acad. Dimitrie Mangeron la mormântul său.

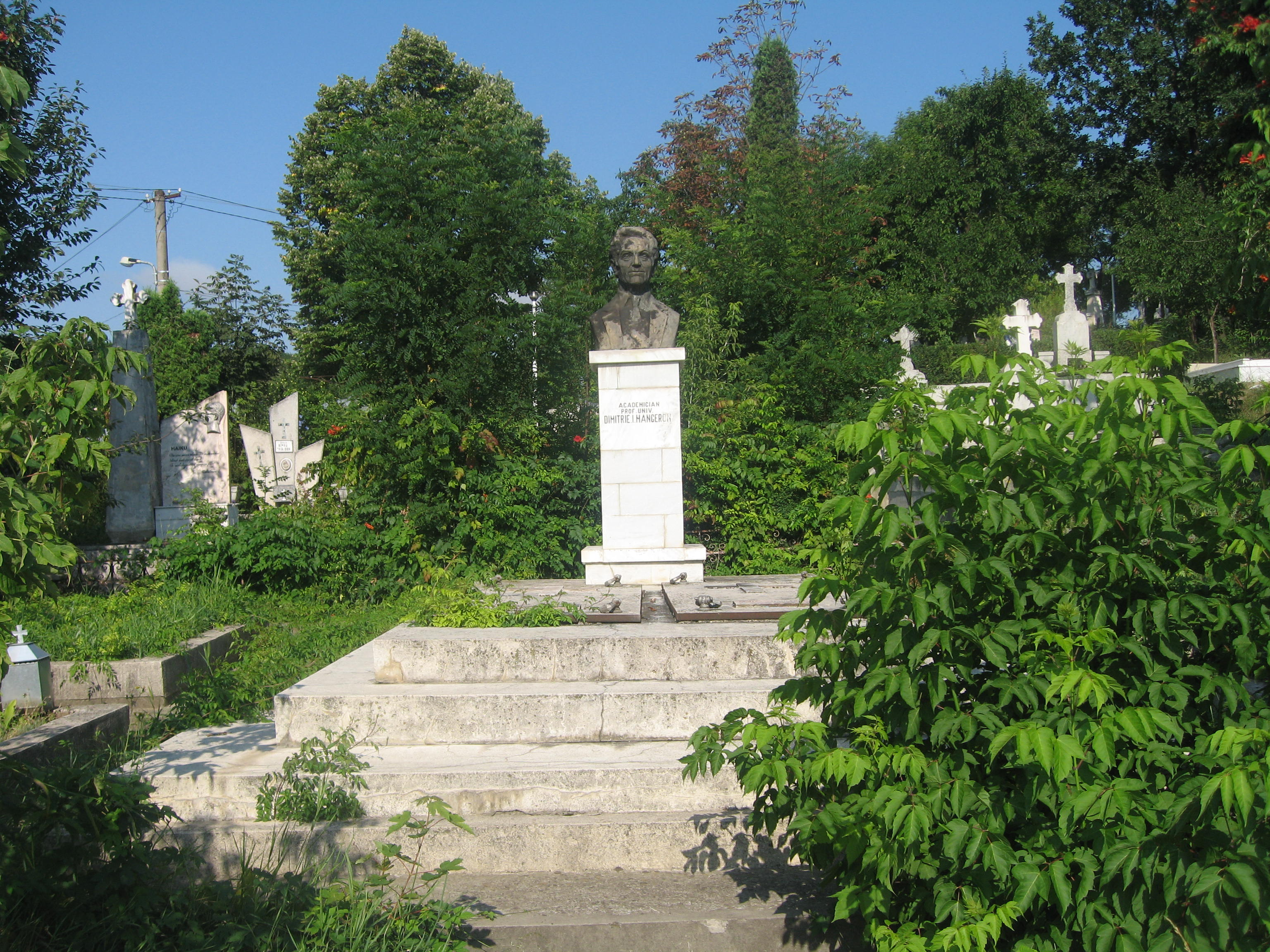
Mormântul acad. Dimitrie Mangeron în cimitirul Mănăstirii Podgoria Copou.

Dimitrie Ioan Mangeron (n. 15/28 noiembrie 1906, Chișinău, Imperiul Rus – d. 27 februarie 1991, Iași, România) a fost un matematician român, membru corespondent al Academiei Române (din 1990).

## Biografie și creația științifică[1][2][3][4]
S-a născut în familia mecanicului de locomotivă Matei Ion Mangeron din Basarabia (absolvent al Școlii de Arte și Meserii de pe lângă Politehnica din Sankt Petersburg), care circula pe ruta Chișinău - Sankt Petersburg. A absolvit liceul la Ungheni și Facultatea de Științe (secția matematici) a Universității „Al. I. Cuza” din Iași, în anul 1930, unde a fost oprit să lucreze, inițial ca asistent, mai apoi ca șef de lucrări, conferențiar în anul 1936 și profesor titular definitiv în anul 1941. Ca profesor la Catedra de mecanică a Școlii Politehnice din Iași, nou înființate, a predat cursuri de matematică și de mecanică teoretică la facultățile de mecanică și de electrotehnică. Preocupările sale științifice din acei ani s-au concretizat cu publicații din teoria ecuațiilor cu derivate parțiale, lucrări de mecanică analitică, teoria mecanismelor, teoria optimizării, teoria accelerațiilor reduse și a accelerațiilor de ordin superior.  A obținut titlul de doctor în matematică la Universitatea din Neapole în anul 1932, sub îndrumarea profesorului Mauro Picone, cu teza Sopra un problema al contorno per un equazione differenziale alle derivate parziale di quatro ordine con le caratteristiche reali doppie ( Asupra unei probleme de contur pentru o ecuație diferențială cu derivate parțiale de gradul patru cu caracteristici reale duble). A urmat scurte cursuri de specializare la Institutul de matematică al Universității din Göttingen. A devenit doctor docent în științe în 1956. A fost șeful catedrei de mecanică și mecanisme până în 1958, iar în continuare șeful Catedrei de matematică de la Institutul Politehnic din Iași (azi Universitatea Tehnică Gheorghe Asachi din Iași) până în anul 1979. A fost coordonatorul Buletinului Institutului Politehnic din Iași și membru în consiliul de conducere al revistelor Revue Roumaine des Sciences Tẻchniques și Studii și Cercetări de Mecanică Aplicată. Între anii 1942-1944 a funcționat la Catedra de matematică a Universității românești din Cernăuți. Conform sursei enciclopedice, in anii antebelici și de război ar fi participat la mișcarea legionară. Ca o confirmare a acestei informații, vin informațiile unor foști colaboratori ai catedrei, conduse de Mangeron la Politehnica din Iași. In afara de aceasta, lista de lucrări publicate de către Mangeron în anii 1939- 1945 conține relativ puține lucrări, dacă e să se raporteze la numărul total. 
Mangeron a fost unul dintre matematicienii cei mai prolifici din România. A publicat peste 600 de lucrări, inclusiv o monografie amplă în 3 volume, consacrată mecanicii corpului rigid, care a fost domeniul principal de interes științific. A avut preocupări în domeniul ecuațiilor diferențiale, neliniaritate, robotică, astronautică ș.a. Preocupările sale științifice au făcut ca acum să se folosească în matematică conceptele de ecuații polivalente Mangeron, opewratori interpolanți Mangeron, teoreme Mangeron, ecuațiile Mangeron. Era poliglot. Citea în 10 limbi și publica în 6 limbi. A fost membru a peste 25 de societăți științifice internaționale din Anglia, Austria, Canada, Franța, Elveția, India, Italia, Japonia, R.D.G., R.F.G., SUA, Suedia, URSS, inclusiv a Societății Americane de matematică, a Societății Internaționale de astronautică ș.a. A predat cursuri postuniversitare în Franța, R.F.G., Austria, Canada, SUA și Spania, în limbile țărilor respective. A fost visiting profesor la Universitatea din Edmonton (Canada), după ieșirea la pensie. În anii 1980 și 1982 a fost invitat timp de câte 3 luni ca visiting profesor la universitățile din Campinas, Sao Paolo (Brazilia).
În anul 1936 profesorul Mario Salvador de la Columbia University din New York a folosit în una dintre lucrările lui denumirile ecuații Mangeron, funcții Mangeron pentru „ecuațiile undelor polivibrante”, descoperite de Dimitrie Mangeron. Realizările matematicianului român au servit și la transmisia undelor luminoase, radio etc. de la un post la altul. Aceleași ecuații Mangeron stau la temelia așa-numitelor „optimizări de fenomene în rețele spațiale echidistante.” A creat teoria accelerațiilor reduse care urma să fie utilizată în acțiunea de pregătire a zborurilor spațiale. A generalizat ecuațiile lui Lagrange, care se află la baza mecanicii, introducând accelerații de ordin superior, ajungând la ecuațiile denumite Mangeron-Tsenov sau Lagrange-Mangeron.
Dimitrie I. Mangeron a fost înmormântat în cimitirul Mănăstirii Podgoria Copou, pe mormântul său fiind amplasat un bust de bronz. În prezent, bulevardul ieșean care străbate splaiul Bahluiului de la Facultatea de Chimie Industrială la Facultatea de Construcții și Arhitectură poartă numele academicianului Dimitrie Mangeron.

## Distincții
- Ordinul Steaua Republicii Populare Române clasa a V-a (10 iulie 1965) „pentru merite deosebite în realizarea sarcinilor prevăzute în Directivele celui de al III-lea Congres al Partidului Muncitoresc Român”[11]

## Lucrări
- Mecanica rigidelor cu aplicații în inginerie (Ed. Tehnică, București, 3 vol., 1978-1980-1981) - în colaborare cu prof.dr. Nicolae Irimiciuc
- Teoria optimizării structurilor cu aplicații (în colab. cu V. F. Poterașu și A. Vulpe), Editura Junimea, 1980
- Sopra un problema al contorno per un'equazione differenziale non lineare alle derivate parziali di quarto ordine con le caratteristiche reali doppie. Rendiconti Accad. d. L. Roma (6) 16, 305-310, 1932
- Sur certains problemes а la frontière pour une classe d'equations aux dérivées partielles d'ordre superieure. C.R. Acad. Sci., Paris, 204, 94-96.
- Corespondență cu tangenta isoclină . I, II. Gaz. mat., București, 47, 208-212, 257-261. 1942
- Über Beziehungen zwischen Lösungen partieller Differentialgleichungen unterschiedlicher Typen und über gewisse neue Funktionenklassen bezüglich polyvibrierender Gleichungen. (Spanish). Math. Notae 21(1968/69), 95-103 (1970). - coautor: Mehmet N. Oguztöreli
- Дифференциальные системы генерирующие классы функций и их приложения.(French summary). Mem. Sect. Stiint., Ser. IV 12, No.1, 25-41 (1989/1991). - coautori: M.P. Lenyuk și conf.dr. Petru-Teodor Crăciunaș
- Symmetrical branched systems vibrations. (English) Mem. Sect. Stiint., Ser. IV 12, No.1, 43-57 (1989/1991). - coautori: prof.dr. ing. Ioan Goia și lect.dr. Sorin Vlase
- peste 600 de alte lucrări.

## Legături externe
- Membrii Academiei Române din 1866 până în prezent – M